# 千住関屋町
千住関屋町（せんじゅせきやちょう）は、東京都足立区の町名。丁目の設定のない単独町名である。住居表示実施済区域。

## 地理
足立区の南部に位置し、千住地区（旧千住町）の中では南部にあたる。隅田川を挟み荒川区と隣接する。

## 歴史

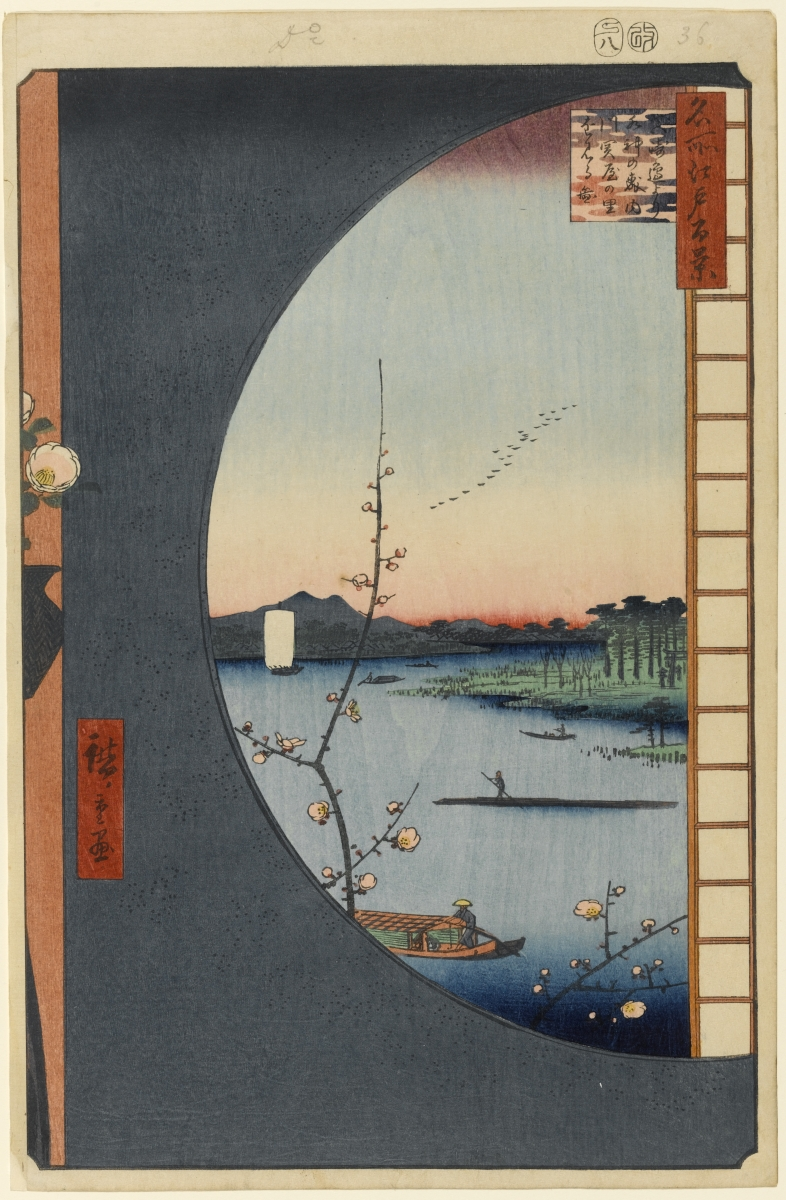
名所江戸百景
『真崎辺より水神の森内川関屋の里を見る図』

かつては関屋町であった。1189年（文治5年）、源頼朝の命を受けた江戸太郎重長により奥州方面防衛のための関所が設置されたことから「関屋の里」と呼ばれるようになった。

### 沿革
- 1932年（昭和7年）10月1日 - 千住町が西新井町、梅島町、舎人村、渕江村、東渕江村、伊興村、江北村、綾瀬村、花畑村とともに東京市へ編入され足立区となる。千住町大字関屋町から足立区千住関屋町に変更される。

## 世帯数と人口
2025年（令和7年）1月1日現在（足立区発表）の世帯数と人口は以下の通りである。
- 世帯数 : 1,765世帯
- 人口 : 3,790人

### 人口の変遷
国勢調査による人口の推移。
| 年                 | 人口  |
| ------------------ | ----- |
| 1995年（平成7年）  | 2,332 |
| 2000年（平成12年） | 3,625 |
| 2005年（平成17年） | 3,749 |
| 2010年（平成22年） | 4,073 |
| 2015年（平成27年） | 3,951 |
| 2020年（令和2年）  | 3,905 |

### 世帯数の変遷
国勢調査による世帯数の推移。
| 年                 | 世帯数 |
| ------------------ | ------ |
| 1995年（平成7年）  | 833    |
| 2000年（平成12年） | 1,347  |
| 2005年（平成17年） | 1,453  |
| 2010年（平成22年） | 1,683  |
| 2015年（平成27年） | 1,629  |
| 2020年（令和2年）  | 1,679  |

## 学区
区立小・中学校に通う場合、学区は以下の通りとなる（2023年4月時点）。なお、足立区では学校選択制度を導入しており、区内全域から選択することが可能。ただし、小学校に関しては、2018年（平成30年）度から学区域または学区域に隣接する学校のみの選択になる。
- 区域 : 全域
  - 小学校 : 足立区立千寿第八小学校
  - 中学校 : 足立区立第一中学校

## 事業所
2021年（令和3年）現在の経済センサス調査による事業所数と従業員数は以下の通りである。
- 事業所数 : 72事業所
- 従業員数 : 2,645人

### 事業者数の変遷
経済センサスによる事業所数の推移。
| 年                 | 事業者数 |
| ------------------ | -------- |
| 2016年（平成28年） | 65       |
| 2021年（令和3年）  | 72       |

### 従業員数の変遷
経済センサスによる従業員数の推移。
| 年                 | 従業員数 |
| ------------------ | -------- |
| 2016年（平成28年） | 2,501    |
| 2021年（令和3年）  | 2,645    |

## 交通
千住関屋町が駅名の由来となった京成関屋駅は、隣接する千住曙町に所在する。

### 道路
- 東京都道461号

## 施設
- 足立区立千寿第八小学校
- せきや保育園
- 千住関屋ポンプ所 - 事業中
- 太洋コーン株式会社
- 東京カラー印刷株式会社
- 太成倉庫株式会社関屋営業所
- アメージングスクエア - 2023年5月閉鎖。
  - ミズノスポーツプラザ千住

## その他

### 日本郵便
- 郵便番号 : 120-0024[3]（集配局 : 足立郵便局[17]）。

## 関連文献
- 斎藤幸雄「巻之七 揺光之部 関屋里」『江戸名所図会』 4巻、有朋堂書店、1927年、227,230-231頁。NDLJP:1174161/118。